# Шергинское сельское поселение
Се́льское поселе́ние «Шергинское» (бур. Шергинын hомон) — муниципальное образование в Кабанском районе Бурятии Российской Федерации.
Административный центр — село Шергино.

## История
Статус и границы сельского поселения установлены Законом Республики Бурятия от 31 декабря 2004 года № 985-III «Об установлении границ, образовании и наделении статусом муниципальных образований в Республике Бурятия»

## Население
| 2002  | 2011  | 2012  | 2013  | 2014  | 2015  | 2016  |
| ----- | ----- | ----- | ----- | ----- | ----- | ----- |
| 1769  | ↘1621 | ↘1563 | ↘1543 | ↘1530 | ↘1524 | ↘1479 |
| 2017  | 2018  | 2019  | 2020  | 2021  | 2023  | 2024  |
| ↗1482 | ↘1457 | ↘1426 | ↘1386 | ↘1081 | ↘1027 | ↘993  |

## Состав сельского поселения
| № | Населённый пункт | Тип населённого пункта       | Население |
| - | ---------------- | ---------------------------- | --------- |
| 1 | Быково           | село                         | ↘230      |
| 2 | Никольск         | село                         | ↗194      |
| 3 | Фофоново         | село                         | ↘279      |
| 4 | Хандала          | улус                         | ↘287      |
| 5 | Шергино          | село, административный центр | ↘627      |